# Saison 2021-2022 du Bayern Munich
Maillots
Chronologie
Saison précédente Saison suivante
La saison 2021-2022 est la 57e saison consécutive du Bayern Munich en Bundesliga.

## Transferts

### Transferts estivaux
| Nom                  | Nationalité | Poste     | Transfert          | Provenance/Destination | Division           |
| -------------------- | ----------- | --------- | ------------------ | ---------------------- | ------------------ |
| Arrivées             |             |           |                    |                        |                    |
| Dayot Upamecano      | France      | Défenseur | Transfert (42,5M€) | RB Leipzig             | Bundesliga         |
| Marcel Sabitzer      | Autriche    | Milieu    | Transfert (16M€)   | RB Leipzig             | Bundesliga         |
| Omar Richards        | Angleterre  | Défenseur | Transfert libre    | Reading FC             | Championship       |
| Lars Lukas Mai       | Allemagne   | Défenseur | Retour de prêt     | SV Darmstadt           | 2.Bundesliga       |
| Christian Früchtl    | Allemagne   | Gardien   | Retour de prêt     | FC Nuremberg           | 2.Bundesliga       |
| Oliver Batista Meier | Allemagne   | Milieu    | Retour de prêt     | SC Heerenveen          | Eredivisie         |
| Michaël Cuisance     | France      | Milieu    | Retour de prêt     | Olympique de Marseille | Ligue 1            |
| Adrian Fein          | Allemagne   | Milieu    | Retour de prêt     | PSV Eindhoven          | Eredivisie         |
| Joshua Zirkzee       | Pays-Bas    | Attaquant | Retour de prêt     | Parma Calcio           | Serie A            |
| Chris Richards       | États-Unis  | Défenseur | Retour de prêt     | TSG Hoffenheim         | Bundesliga         |
| Sven Ulreich         | Allemagne   | Gardien   | Transfert libre    | Hambourg SV            | 2.Bundesliga       |
| Départs              |             |           |                    |                        |                    |
| David Alaba          | Autriche    | Défenseur | Fin de contrat     | Real Madrid            | LaLiga             |
| Jérôme Boateng       | Allemagne   | Défenseur | Fin de contrat     | Olympique lyonnais     | Ligue 1            |
| Javi Martínez        | Espagne     | Milieu    | Fin de contrat     | Qatar SC               | Qatar Stars League |
| Douglas Costa        | Brésil      | Attaquant | Fin de Prêt        | Juventus FC            | Serie A            |
| Jann-Fiete Arp       | Allemagne   | Attaquant | Prêt               | Holstein Kiel          | 2.Bundesliga       |
| Alexander Nübel      | Allemagne   | Gardien   | Prêt               | AS Monaco              | Ligue 1            |
| Lars Lukas Mai       | Allemagne   | Défenseur | Prêt               | Werder Brême           | 2.Bundesliga       |
| Adrian Fein          | Allemagne   | Milieu    | Prêt               | Greuther Fürth         | Bundesliga         |

### Transferts hivernaux
| Nom                  | Nationalité | Poste  | Transfert | Provenance/Destination | Division     |
| -------------------- | ----------- | ------ | --------- | ---------------------- | ------------ |
| Arrivées             |             |        |           |                        |              |
| Départs              |             |        |           |                        |              |
| Michaël Cuisance     | France      | Milieu | Transfert | Venise FC              | Serie A      |
| Oliver Batista Meier | Allemagne   | Milieu | Transfert | Dynamo Dresde          | 2.Bundesliga |

## Compétitions
| Bundesliga          | Ligue des Champions                              | Coupe d'Allemagne                                    | Supercoupe d'Allemagne                    |
| ------------------- | ------------------------------------------------ | ---------------------------------------------------- | ----------------------------------------- |
| Vainqueur 77 points | Quart de finale face au Villarreal CF (1-0, 1-1) | Deuxième tour face au Borussia Mönchengladbach (5-0) | Vainqueur face au Borussia Dortmund (3-1) |
| 24V 5N 5D           | 7V 2N 1D                                         | 1V 0N 1D                                             | 1V 0N 0D                                  |
| TOTAL: 32V 7N 7D    |                                                  |                                                      |                                           |

### Championnat

#### Évolution du classement et des résultats
| Journée  | 1  | 2  | 3  | 4  | 5   | 6   | 7   | 8   | 9   | 10  | 11  | 12  | 13  | 14  | 15  | 16  | 17  | 18  | 19  | 20  | 21  | 22  | 23  | 24  | 25  | 26  | 27  | 28  | 29  | 31  | 30  | 32  | 33  | 34  | Journées en tête |
| -------- | -- | -- | -- | -- | --- | --- | --- | --- | --- | --- | --- | --- | --- | --- | --- | --- | --- | --- | --- | --- | --- | --- | --- | --- | --- | --- | --- | --- | --- | --- | --- | --- | --- | --- | ---------------- |
| Résultat | N  | V  | V  | V  | V   | V   | D   | V   | V   | V   | V   | D   | V   | V   | V   | V   | V   | D   | V   | V   | V   | D   | V   | V   | N   | N   | V   | V   | V   | V   | V   | D   | N   | N   | —                |
| Rang     | 7e | 4e | 3e | 2e | 1er | 1er | 1er | 1er | 1er | 1er | 1er | 1er | 1er | 1er | 1er | 1er | 1er | 1er | 1er | 1er | 1er | 1er | 1er | 1er | 1er | 1er | 1er | 1er | 1er | 1er | 1er | 1er | 1er | 1er | 30               |

### Ligue des Champions

#### Parcours en Ligue des Champions

##### Phase de groupes
| Rang | Équipe        | Pts | J | G | N | P | Bp | Bc | Diff |  | Résultats (▼ dom., ► ext.) |     |     |     |     |
| ---- | ------------- | --- | - | - | - | - | -- | -- | ---- |  | -------------------------- | --- | --- | --- | --- |
| 1    | Bayern Munich | 18  | 6 | 6 | 0 | 0 | 22 | 3  | +19  |  | Bayern Munich              |     | 5-2 | 3-0 | 5-0 |
| 2    | SL Benfica    | 8   | 6 | 2 | 2 | 2 | 7  | 9  | -2   |  | SL Benfica                 | 0-4 |     | 3-0 | 2-0 |
| 3    | FC Barcelone  | 7   | 6 | 2 | 1 | 3 | 2  | 9  | -7   |  | FC Barcelone               | 0-3 | 0-0 |     | 1-0 |
| 4    | Dynamo Kiev   | 1   | 6 | 0 | 1 | 5 | 1  | 11 | -10  |  | Dynamo Kiev                | 1-2 | 0-0 | 0-1 |     |

## Joueurs et encadrement technique

### Effectif professionnel
En grisé, les sélections de joueurs internationaux chez les jeunes mais n'ayant jamais été appelés aux échelons supérieur une fois l'âge limite dépassé.

### Joueurs prêtés
Le tableau suivant liste les joueurs en prêts pour la saison 2021-2022.
| Joueurs prêtés |    |                        |                 |                     |                   |                |  |
| \| N° \| P. \| Nat. \| Nom \| Date de naissance \| Sélection \| Club en prêt \| \| \| 35 \| G \| \| Alexander Nübel \| 30/09/1996 (28 ans) \| Allemagne espoirs \| AS Monaco \| \| \| 33 \| D \| \| Lars Lukas Mai \| 31/03/2000 (25 ans) \| Allemagne U20 \| Werder Brême \| \| \| 30 \| M \| \| Adrian Fein \| 18/03/1999 (26 ans) \| Allemagne -20 ans \| Greuther Fürth \| \| \| 14 \| A \| \| Joshua Zirkzee \| 22/05/2001 (24 ans) \| Pays-Bas espoirs \| RSC Anderlecht \| \| |    |                        |                 |                     |                   |                |  |
| N° | P. | Nat.                   | Nom             | Date de naissance   | Sélection         | Club en prêt   |  |
| 35 | G  | Drapeau de l'Allemagne | Alexander Nübel | 30/09/1996 (28 ans) | Allemagne espoirs | AS Monaco      |  |
| 33 | D  | Drapeau de l'Allemagne | Lars Lukas Mai  | 31/03/2000 (25 ans) | Allemagne U20     | Werder Brême   |  |
| 30 | M  | Drapeau de l'Allemagne | Adrian Fein     | 18/03/1999 (26 ans) | Allemagne -20 ans | Greuther Fürth |  |
| 14 | A  | Drapeau des Pays-Bas   | Joshua Zirkzee  | 22/05/2001 (24 ans) | Pays-Bas espoirs  | RSC Anderlecht |  |

| N° | P. | Nat.                   | Nom             | Date de naissance   | Sélection         | Club en prêt   |  |
| 35 | G  | Drapeau de l'Allemagne | Alexander Nübel | 30/09/1996 (28 ans) | Allemagne espoirs | AS Monaco      |  |
| 33 | D  | Drapeau de l'Allemagne | Lars Lukas Mai  | 31/03/2000 (25 ans) | Allemagne U20     | Werder Brême   |  |
| 30 | M  | Drapeau de l'Allemagne | Adrian Fein     | 18/03/1999 (26 ans) | Allemagne -20 ans | Greuther Fürth |  |
| 14 | A  | Drapeau des Pays-Bas   | Joshua Zirkzee  | 22/05/2001 (24 ans) | Pays-Bas espoirs  | RSC Anderlecht |  |

## Statistiques

### Statistiques collectives
| Compétition            | Débute au tour | Termine   | Matches joués | Gagnés | Nuls | Perdus | Buts pour | Buts contre | Différence |
| ---------------------- | -------------- | --------- | ------------- | ------ | ---- | ------ | --------- | ----------- | ---------- |
| Bundesliga             | -              | -         | 34            | 24     | 5    | 5      | 97        | 37          | +60        |
| Ligue des Champions    | -              | -         | 10            | 7      | 2    | 1      | 31        | 7           | +24        |
| Coupe d'Allemagne      | -              | -         | 2             | 1      | 0    | 1      | 12        | 5           | +7         |
| Supercoupe d'Allemagne | Finale         | Vainqueur | 1             | 1      | 0    | 0      | 3         | 1           | +2         |
| Total                  | -              | -         | 48            | 33     | 7    | 7      | 143       | 50          | +93        |

### Statistiques individuelles
(Mis à jour le 7 janvier 2022)
| Numéro | Nat. | Nom           | Championnat | Championnat | Championnat    | Championnat | Championnat  | Ligue des champions | Ligue des champions | Ligue des champions | Ligue des champions | Ligue des champions | Coupe d'Allemagne | Coupe d'Allemagne | Coupe d'Allemagne | Coupe d'Allemagne | Coupe d'Allemagne | Supercoupe d'Allemagne | Supercoupe d'Allemagne | Supercoupe d'Allemagne | Supercoupe d'Allemagne | Supercoupe d'Allemagne | Total | Total       | Total          | Total  | Total        |
| Numéro | Nat. | Nom           | M.j.        | But inscrit | Passe décisive | Averti      | Carton rouge | M.j.                | But inscrit         | Passe décisive      | Averti              | Carton rouge        | M.j.              | But inscrit       | Passe décisive    | Averti            | Carton rouge      | M.j.                   | But inscrit            | Passe décisive         | Averti                 | Carton rouge           | M.j.  | But inscrit | Passe décisive | Averti | Carton rouge |
| ------ | ---- | ------------- | ----------- | ----------- | -------------- | ----------- | ------------ | ------------------- | ------------------- | ------------------- | ------------------- | ------------------- | ----------------- | ----------------- | ----------------- | ----------------- | ----------------- | ---------------------- | ---------------------- | ---------------------- | ---------------------- | ---------------------- | ----- | ----------- | -------------- | ------ | ------------ |
| 1      |      | Neuer         | 17          | 0           | 0              | 0           | 0            | 6                   | 0                   | 0                   | 0                   | 0                   | 1                 | 0                 | 0                 | 0                 | 0                 | 1                      | 0                      | 0                      | 0                      | 0                      | 25    | 0           | 0              | 0      | 0            |
| 2      |      | Upamecano     | 15          | 1           | 0              | 2           | 0            | 5                   | 0                   | 0                   | 0                   | 0                   | 1                 | 0                 | 0                 | 1                 | 0                 | 1                      | 0                      | 0                      | 0                      | 0                      | 22    | 1           | 0              | 3      | 0            |
| 3      |      | O. Richards   | 6           | 0           | 0              | 0           | 0            | 4                   | 0                   | 0                   | 1                   | 0                   | 1                 | 0                 | 1                 | 0                 | 0                 | 0                      | 0                      | 0                      | 0                      | 0                      | 11    | 0           | 1              | 1      | 0            |
| 4      |      | Süle          | 16          | 0           | 1              | 2           | 0            | 5                   | 0                   | 0                   | 0                   | 0                   | 2                 | 0                 | 0                 | 0                 | 0                 | 1                      | 0                      | 0                      | 1                      | 0                      | 24    | 0           | 1              | 3      | 0            |
| 5      |      | Pavard        | 11          | 0           | 1              | 0           | 1            | 7                   | 0                   | 1                   | 0                   | 0                   | 1                 | 0                 | 0                 | 0                 | 0                 | 0                      | 0                      | 0                      | 0                      | 0                      | 19    | 0           | 2              | 0      | 1            |
| 6      |      | Kimmich       | 12          | 3           | 4              | 0           | 0            | 5                   | 0                   | 0                   | 1                   | 0                   | 2                 | 0                 | 0                 | 0                 | 0                 | 1                      | 0                      | 0                      | 0                      | 0                      | 20    | 3           | 4              | 1      | 0            |
| 7      |      | Gnabry        | 18          | 9           | 3              | 0           | 0            | 5                   | 2                   | 1                   | 0                   | 0                   | 2                 | 0                 | 2                 | 0                 | 0                 | 1                      | 0                      | 1                      | 0                      | 0                      | 26    | 11          | 7              | 0      | 0            |
| 8      |      | Goretzka      | 12          | 2           | 2              | 0           | 0            | 4                   | 0                   | 0                   | 0                   | 0                   | 1                 | 0                 | 0                 | 0                 | 0                 | 1                      | 0                      | 0                      | 0                      | 0                      | 18    | 2           | 2              | 0      | 0            |
| 9      |      | Lewandowski   | 34          | 35          | 1              | 1           | 0            | 10                  | 13                  | 3                   | 0                   | 0                   | 1                 | 0                 | 0                 | 0                 | 0                 | 1                      | 2                      | 1                      | 0                      | 0                      | 56    | 57          | 4              | 1      | 0            |
| 10     |      | Sané          | 17          | 5           | 5              | 2           | 0            | 7                   | 5                   | 4                   | 0                   | 0                   | 2                 | 1                 | 2                 | 0                 | 0                 | 1                      | 0                      | 0                      | 1                      | 0                      | 27    | 11          | 11             | 3      | 0            |
| 11     |      | Coman         | 10          | 4           | 0              | 0           | 0            | 6                   | 2                   | 2                   | 1                   | 0                   | 1                 | 0                 | 0                 | 0                 | 0                 | 1                      | 0                      | 0                      | 0                      | 0                      | 18    | 6           | 2              | 1      | 0            |
| 13     |      | Choupo-Moting | 9           | 3           | 0              | 0           | 0            | 2                   | 1                   | 0                   | 0                   | 0                   | 1                 | 4                 | 3                 | 0                 | 0                 | 1                      | 0                      | 0                      | 1                      | 0                      | 13    | 8           | 3              | 1      | 0            |
| 15     |      | C.Richards    | 1           | 0           | 0              | 0           | 0            | 0                   | 0                   | 0                   | 0                   | 0                   | 1                 | 0                 | 0                 | 0                 | 0                 | 0                      | 0                      | 0                      | 0                      | 0                      | 2     | 0           | 0              | 0      | 0            |
| 17     |      | Cuisance      | 1           | 0           | 0              | 0           | 0            | 0                   | 0                   | 0                   | 0                   | 0                   | 1                 | 1                 | 1                 | 0                 | 0                 | 0                      | 0                      | 0                      | 0                      | 0                      | 2     | 1           | 1              | 0      | 0            |
| 18     |      | Sabitzer      | 12          | 0           | 0              | 1           | 0            | 5                   | 0                   | 0                   | 0                   | 0                   | 0                 | 0                 | 0                 | 0                 | 0                 | 0                      | 0                      | 0                      | 0                      | 0                      | 17    | 0           | 0              | 1      | 0            |
| 19     |      | Davies        | 16          | 0           | 4              | 2           | 0            | 5                   | 0                   | 2                   | 0                   | 0                   | 1                 | 0                 | 0                 | 0                 | 0                 | 1                      | 0                      | 0                      | 0                      | 0                      | 23    | 0           | 6              | 2      | 0            |
| 20     |      | Sarr          | 4           | 0           | 0              | 0           | 0            | 4                   | 0                   | 0                   | 1                   | 0                   | 1                 | 1                 | 0                 | 0                 | 0                 | 1                      | 0                      | 0                      | 0                      | 0                      | 10    | 1           | 0              | 1      | 0            |
| 21     |      | Hernández     | 14          | 0           | 0              | 3           | 0            | 5                   | 0                   | 0                   | 2                   | 0                   | 1                 | 0                 | 0                 | 0                 | 0                 | 0                      | 0                      | 0                      | 0                      | 0                      | 20    | 0           | 0              | 5      | 0            |
| 22     |      | Roca          | 4           | 0           | 0              | 0           | 0            | 2                   | 0                   | 0                   | 0                   | 0                   | 0                 | 0                 | 0                 | 0                 | 0                 | 0                      | 0                      | 0                      | 0                      | 0                      | 6     | 0           | 0              | 0      | 0            |
| 23     |      | Nianzou       | 9           | 0           | 1              | 0           | 0            | 3                   | 0                   | 0                   | 1                   | 0                   | 1                 | 0                 | 0                 | 1                 | 0                 | 0                      | 0                      | 0                      | 0                      | 0                      | 13    | 0           | 1              | 2      | 0            |
| 24     |      | Tolisso       | 7           | 0           | 1              | 0           | 0            | 4                   | 0                   | 1                   | 0                   | 0                   | 2                 | 1                 | 0                 | 0                 | 0                 | 1                      | 0                      | 1                      | 0                      | 0                      | 14    | 0           | 1              | 0      | 0            |
| 25     |      | Müller        | 18          | 5           | 16             | 0           | 0            | 7                   | 2                   | 3                   | 0                   | 0                   | 2                 | 0                 | 0                 | 0                 | 0                 | 1                      | 1                      | 0                      | 0                      | 0                      | 28    | 8           | 19             | 0      | 0            |
| 26     |      | Ulreich       | 1           | 0           | 0              | 0           | 0            | 1                   | 0                   | 0                   | 0                   | 0                   | 1                 | 0                 | 0                 | 0                 | 0                 | 0                      | 0                      | 0                      | 0                      | 0                      | 3     | 0           | 0              | 0      | 0            |
| 34     |      | Wanner        | 1           | 0           | 0              | 0           | 0            | 0                   | 0                   | 0                   | 0                   | 0                   | 0                 | 0                 | 0                 | 0                 | 0                 | 0                      | 0                      | 0                      | 0                      | 0                      | 1     | 0           | 0              | 0      | 0            |
| 36     |      | Copado        | 1           | 0           | 0              | 0           | 0            | 0                   | 0                   | 0                   | 0                   | 0                   | 0                 | 0                 | 0                 | 0                 | 0                 | 0                      | 0                      | 0                      | 0                      | 0                      | 1     | 0           | 0              | 0      | 0            |
| 37     |      | Booth         | 0           | 0           | 0              | 0           | 0            | 0                   | 0                   | 0                   | 0                   | 0                   | 1                 | 0                 | 0                 | 0                 | 0                 | 0                      | 0                      | 0                      | 0                      | 0                      | 1     | 0           | 0              | 0      | 0            |
| 40     |      | Tillman       | 3           | 0           | 0              | 0           | 0            | 2                   | 0                   | 0                   | 0                   | 0                   | 1                 | 1                 | 0                 | 0                 | 0                 | 0                      | 0                      | 0                      | 0                      | 0                      | 6     | 1           | 0              | 0      | 0            |
| 42     |      | Musiala       | 17          | 3           | 4              | 1           | 0            | 5                   | 1                   | 0                   | 0                   | 0                   | 1                 | 2                 | 1                 | 0                 | 0                 | 1                      | 0                      | 0                      | 0                      | 0                      | 24    | 6           | 5              | 1      | 0            |
| 44     |      | Stanišić      | 8           | 0           | 0              | 1           | 0            | 2                   | 0                   | 1                   | 0                   | 0                   | 1                 | 0                 | 0                 | 0                 | 0                 | 1                      | 0                      | 0                      | 0                      | 0                      | 12    | 0           | 1              | 1      | 0            |